# Raupe (Schmetterling)

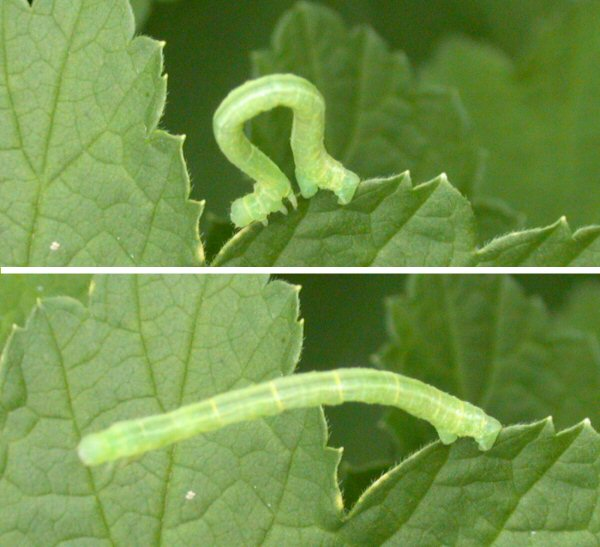
Raupe eines Spanners

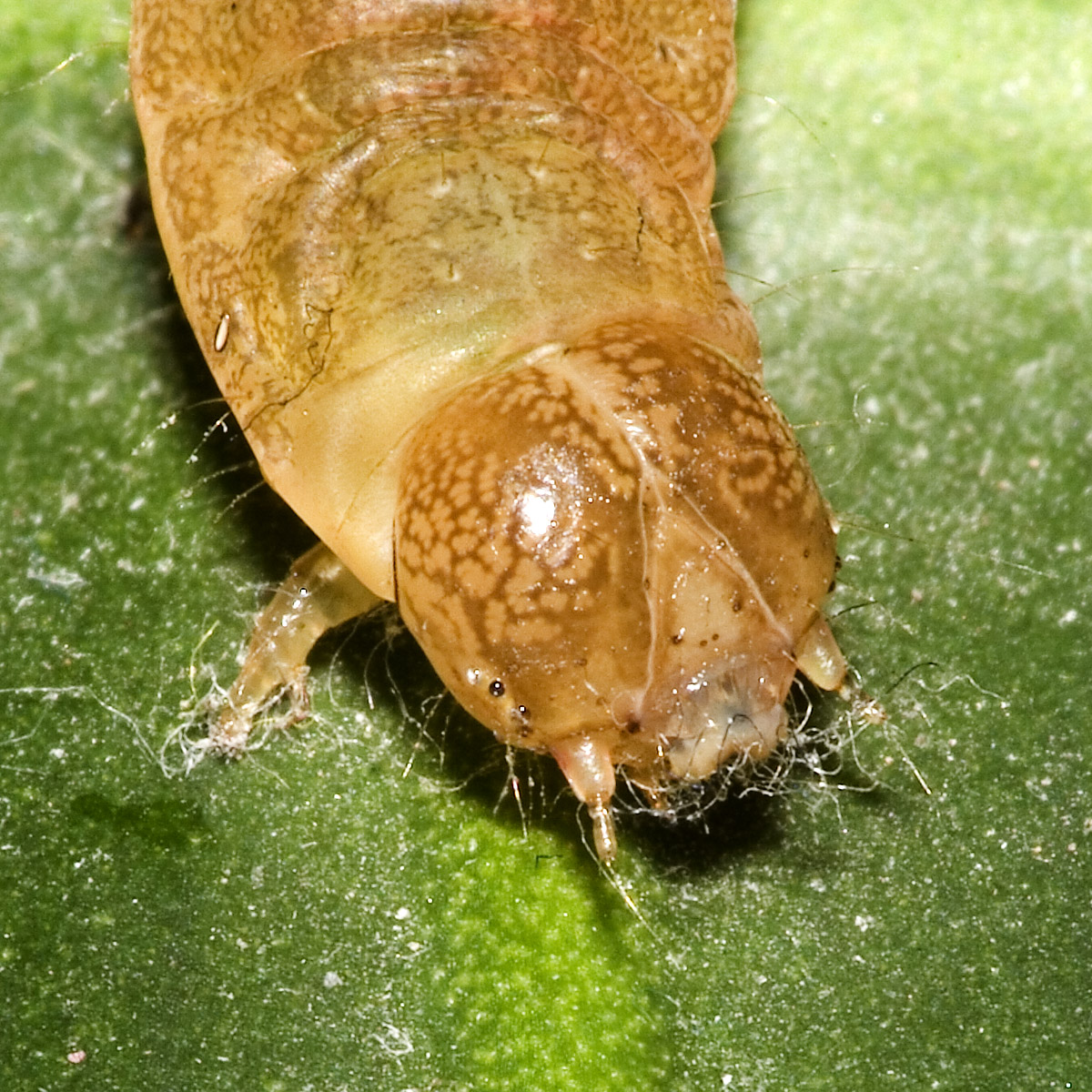
Kopfdetail der Raupe der Achateule

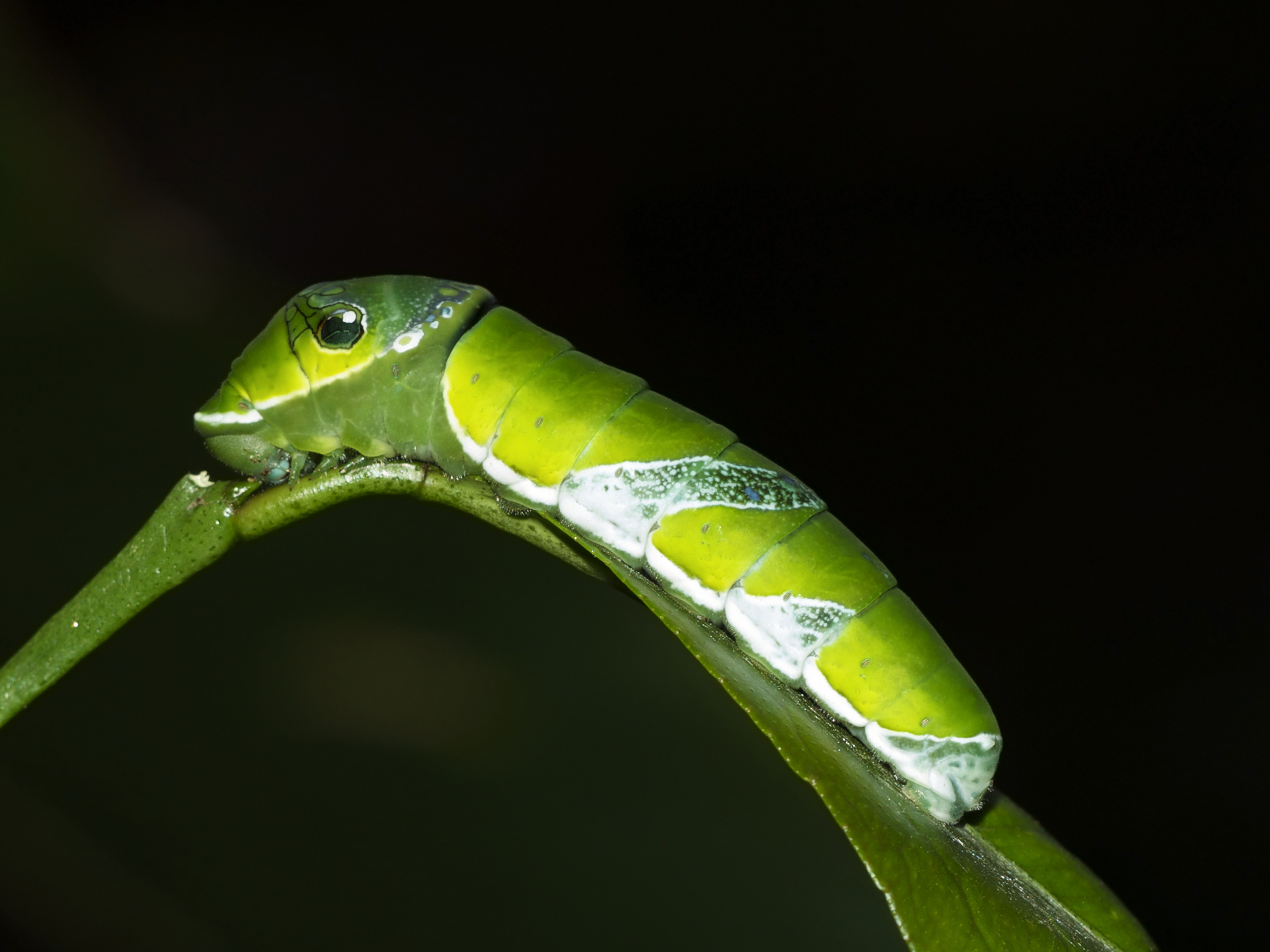
Raupe von Papilio bianor. Sie hat zwei Augenflecken auf der „Schulter“, die eigentlichen Augen sitzen vorne am Kopf.

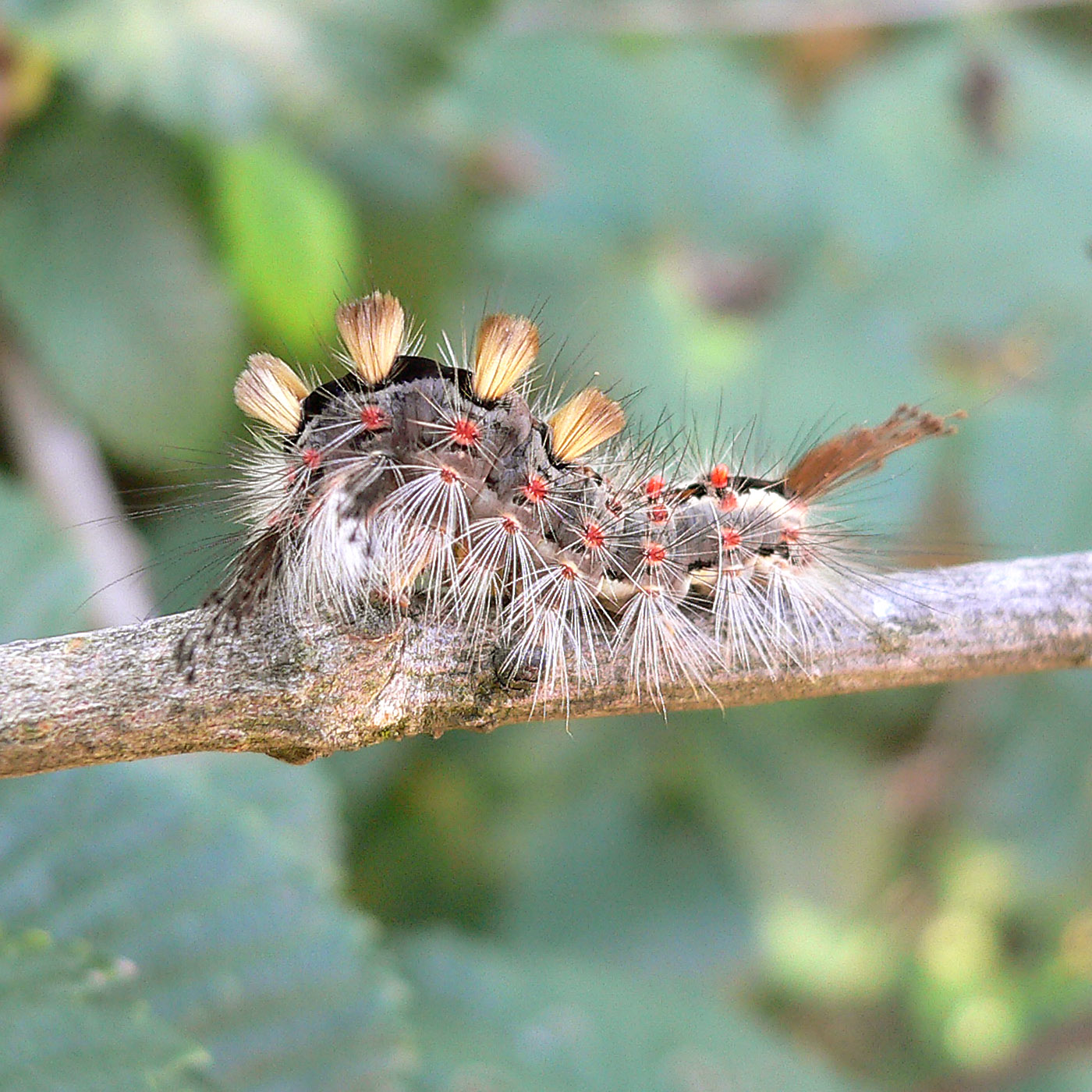
Raupe des Schlehen-Bürstenspinners

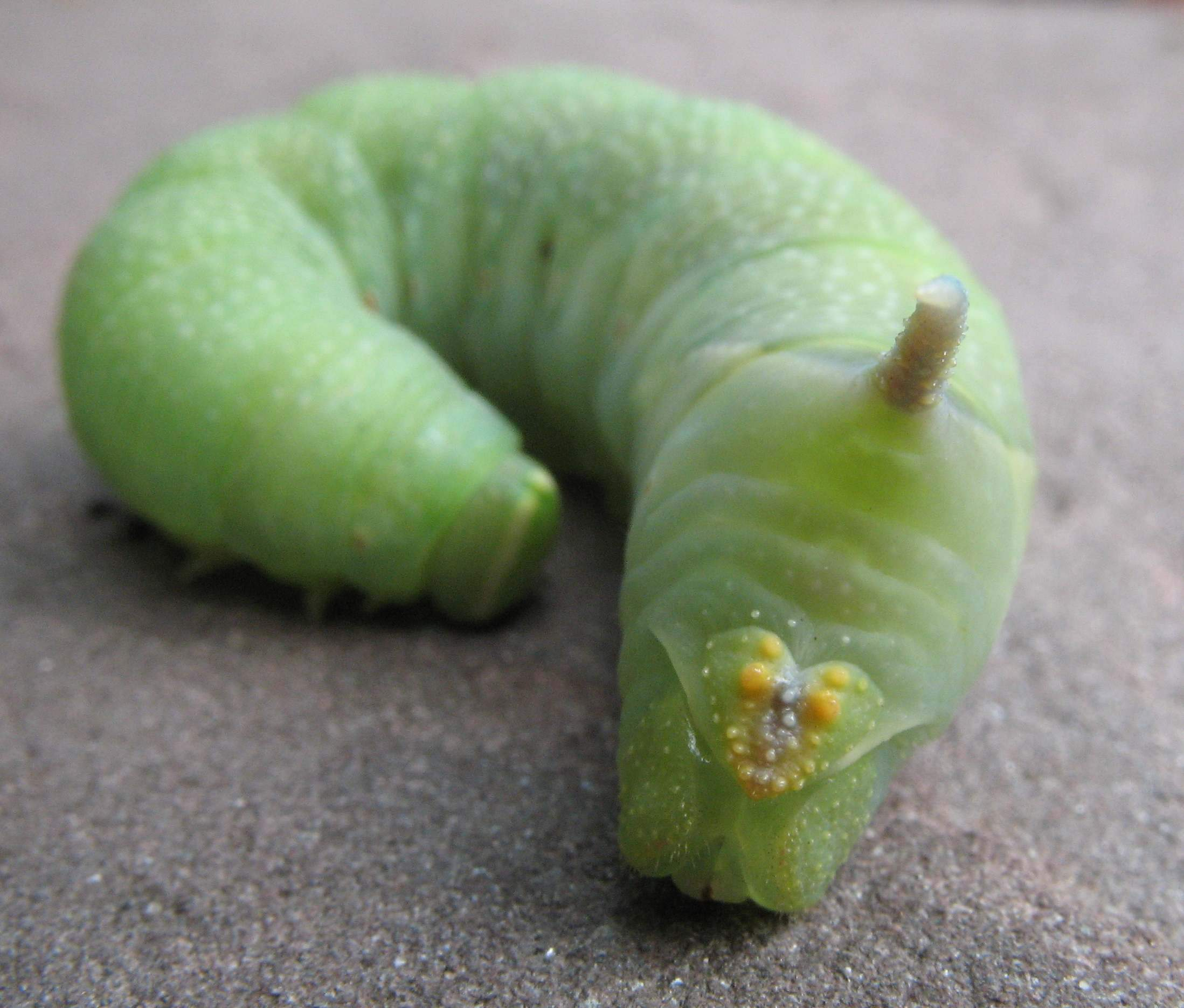
Das Hinterteil der Raupe eines Lindenschwärmers

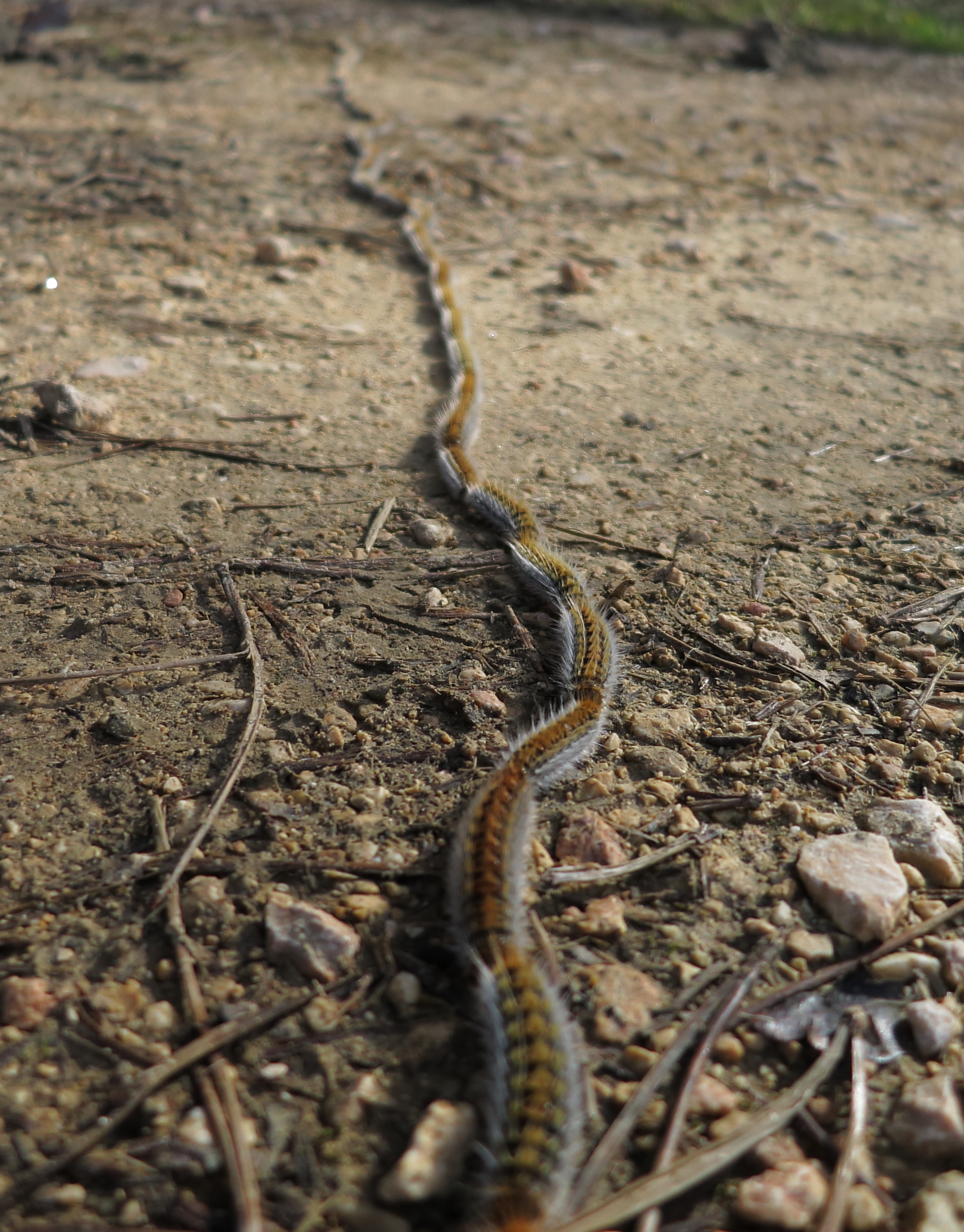
Prozessionsspinner in typischer Anordnung

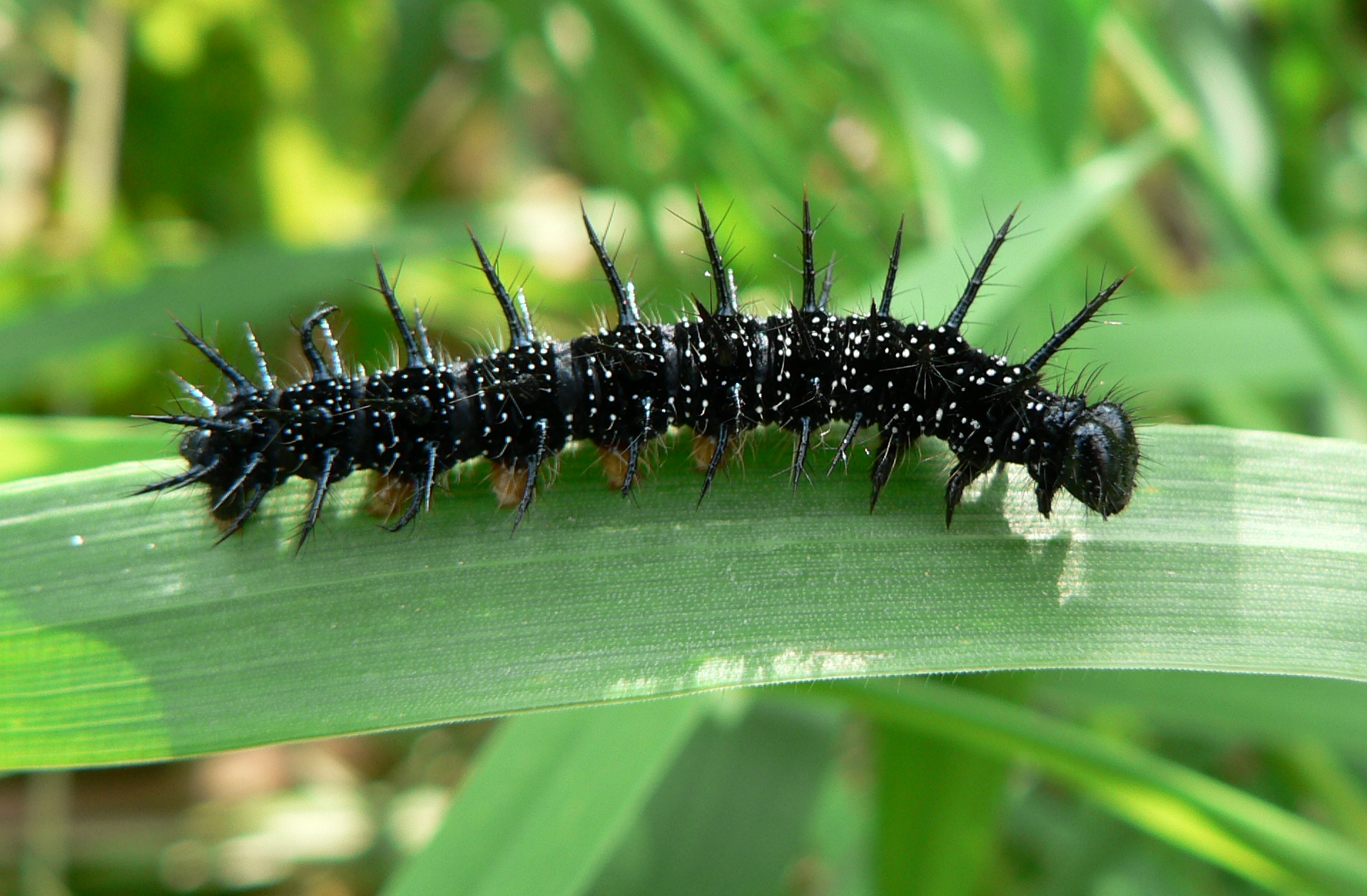
Raupe des Tagpfauenauges

Als Raupen bezeichnet man die Larven der Schmetterlinge. Larven einiger anderer Insekten mit ähnlicher Gestalt werden Afterraupen genannt.
Die Raupe ist das hauptsächlich nahrungsaufnehmende Stadium des Schmetterlings. Schmetterlingsraupen sind überwiegend Pflanzenfresser, es gibt aber Formen, die sich von toter organischer Substanz ernähren, diese kann dann auch tierischen Ursprungs sein. Bei manchen ist dieses Stadium das einzige, in dem sie überhaupt Nahrung zu sich nehmen. Die Falter dieser Arten leben dann nur für die Fortpflanzung und sterben schon bald nach ihrem Schlupf. Dadurch, dass sich das Körpervolumen der Raupen stark vergrößert, müssen sie sich mehrmals häuten, bis sie ihre endgültige Größe erreicht haben. Sie bilden von Zeit zu Zeit eine neue größere Haut, die unter der alten wächst. Zur Häutung schwillt die Raupe an, bis die alte Haut platzt und durch Muskelbewegungen nach hinten weggeschoben werden kann.

## Merkmale
Die Raupen der Schmetterlinge bestehen, ähnlich wie bei anderen Insekten mit vollständiger Metamorphose, aus gleichmäßig aneinandergereihten Segmenten, die den Körper bilden. Schmetterlingsraupen haben (hinter dem Kopf) 14 Segmente, von denen meistens die letzten drei zu einem Analsegment verwachsen sind. Wie die Falter lassen sich auch die Raupen in die drei Bereiche Kopf, Brust und Hinterleib unterteilen. Der Kopf ist gewöhnlich durch Sklerotisierung  verhärtet. Auf der Unterseite außen trägt er meist je sechs Punktaugen (Stemmata). Das wichtigste Merkmal sind die Mundwerkzeuge. Sie sind im Gegensatz zu den stummelförmig angelegten Fühlern stark ausgeprägt.
Typische morphologische Merkmale sind nachfolgend am Beispiel der Raupe des Taubenschwänzchens (Macroglossum stellatarum) dargestellt:
| Raupe des Taubenschwänzchens | - 1. Kopf - 2. Brust - 3. Abdomen - 4. Einzelsegment - 5. Analhorn (nur bei bestimmten Arten) - 6. Bauchfuß - 7. Stigma - 8. Echtes Bein - 9. Mandibel |

Die ersten drei Segmente bilden die Brust. Auf ihnen ist je ein Beinpaar platziert, die zu denen der Falter homolog, nur kürzer ausgebildet sind. Am Rücken des ersten Segments befindet sich normalerweise ein Nackenschild, der aus einer verhärteten Platte (einem Sklerit) besteht. Seitlich davon gibt es je eine porenartige Öffnung (ein Stigma), mit der das Tracheensystem mit Sauerstoff versorgt wird. Nur selten sind auf den anderen Brustsegmenten ebenfalls solche Öffnungen vorhanden. Die darauf folgenden 11 Segmente bilden das Abdomen, das aber nicht deutlich vom vorderen Teil des Körpers getrennt ist. Jedes dieser Segmente trägt ein Stigma für die Atmung. Einige dieser Segmente, meistens das sechste bis neunte, tragen Gliedmaßen, die aber keine eigentlichen Beine sind, sie tragen am Ende Hakenkränze zum besseren Festklammern. Diese sogenannten Bauchbeine (oder Bauchfüße) sind in ihrer Gestalt im Gegensatz zu den echten Beinen ungegliedert, nicht sklerotisiert (verhärtet) und am Ende meist saugnapfartig verbreitert. Das vierte und fünfte Segment des Hinterleibs ist im Unterschied zu den sehr ähnlichen Larven der Blattwespen beinlos, diese besitzen lediglich ein beinfreies Segment. Mehrere Familien weichen aber von dieser klassischen Raupenform ab: Die Urmotten (Micropterigidae) haben auch beide ersten Hinterleibssegmente mit Bauchfüßen versehen, den Spannern (Geometridae) fehlen die ersten drei Bauchfußpaare und bei einigen Eulenfaltern (Noctuidae) fehlen die ersten beiden. Bei den Schneckenspinnern (Limacodidae) sind Brust- und Bauchbeine zu winzigen Stummeln zurückgebildet, so dass sich die Raupen kriechend wie Nacktschnecken fortbewegen. Am letzten (zehnten) Segment des Hinterleibs findet sich bei fast allen Raupen ein weiteres Paar Bauchfüße, die deutlich kräftiger gebaut sind. Diese werden Nachschieber genannt.

## Lebensweise

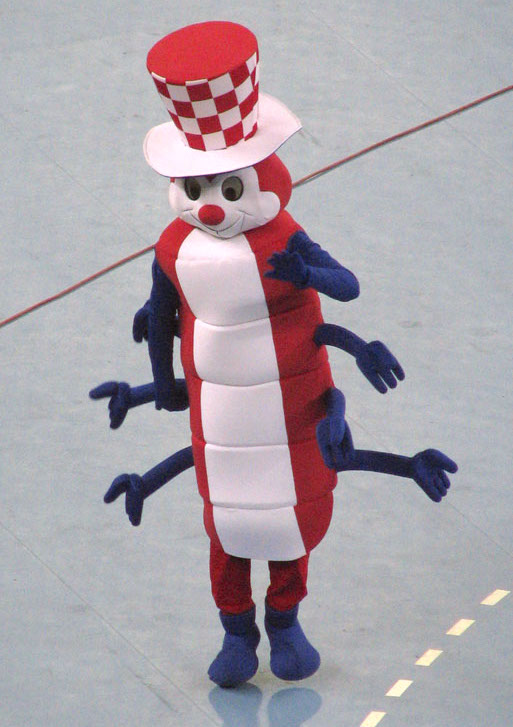
Ruksi - eine Raupe als Maskottchen des Handball-Weltmeisterschafts der Männer 2009

Die Raupen führen meist ein verstecktes Leben und sind oft optisch gut an ihre Umgebung angepasst. Sie haben meist eine grüne oder braune Tarnfärbung. Raupen, die auf Nadelbäumen leben, haben oft eine Längszeichnung, die sie zwischen den Nadeln scheinbar verschwinden lässt (Somatolyse). Andere Raupen sind giftig, wie z. B. viele Arten der Bärenspinner (Arctiidae), diese warnen Fressfeinde durch auffällige Färbung. Diese Raupen verstecken sich nicht und zeigen sich ungestört auf ihren Fraßpflanzen. Andere ungiftige Raupen profitieren von ihnen, indem sie ihre Färbung imitieren (Mimikry). Es gibt aber Familien wie z. B. die Trägspinner (Lymantriidae), bei denen die Raupen sehr ungewöhnlich aussehen. Die Raupen der Schwärmer gehören zu den größten in Europa. Sie können eine Länge von 15 Zentimetern erreichen. Sie tragen meistens zwei Augenflecken und können so auch durch die Körperhaltung kleine Schlangen imitieren. Außerdem haben sie eine Färbung, die ihre Konturen, wenn sie verkehrt herum auf einem Ast sitzen, durch Gegenschattierung verschwimmen lässt. Andere Raupen, z. B. bei den Spannern (Geometridae), tarnen sich durch Mimese; sie verharren regungslos ausgestreckt mit den Nachschiebern an einem Ast festgeklammert und sehen so mit ihrer perfekt angepassten Farbe einem Ästchen ähnlich. Sie bilden sogar knospenartige Verdickungen aus.
Bei manchen Arten kann man ein Sozialverhalten beobachten. Die Raupen der Prozessionsspinner (Thaumetopoeidae) z. B. leben in großen Gespinsten miteinander und bewegen sich von dort aus gemeinsam in langen „Prozessionen“ zu ihren Nahrungsquellen. Fressfeinde sind durch diese Form der Tarnung nicht in der Lage, eine einzelne Raupe zu erkennen.